# Quartier de Saint-Denis
Le quartier de Saint-Denis est un ancien quartier de Paris.

## Historique
Dénommé quartier du Saint-Sépulcre en 1588, il prend le nom de quartier de Saint-Denis en 1637, puis quartier de la rue Saint-Denis en 1668 et 1673, puis de nouveau quartier de Saint-Denis en 1680, 1684, 1702, 1744, 1745, 1783 et 1789. Ses limites ont toutefois constamment varié.

### Le quartier du Saint-Denis en 1702
Par une déclaration du roi en date du 12 décembre 1702 et par un arrêt du Conseil d'État du 14 février de la même année, Paris a désormais vingt quartiers qui sont bornés et limités, dont le quartier de Saint-Denis qui est le 9e quartier.

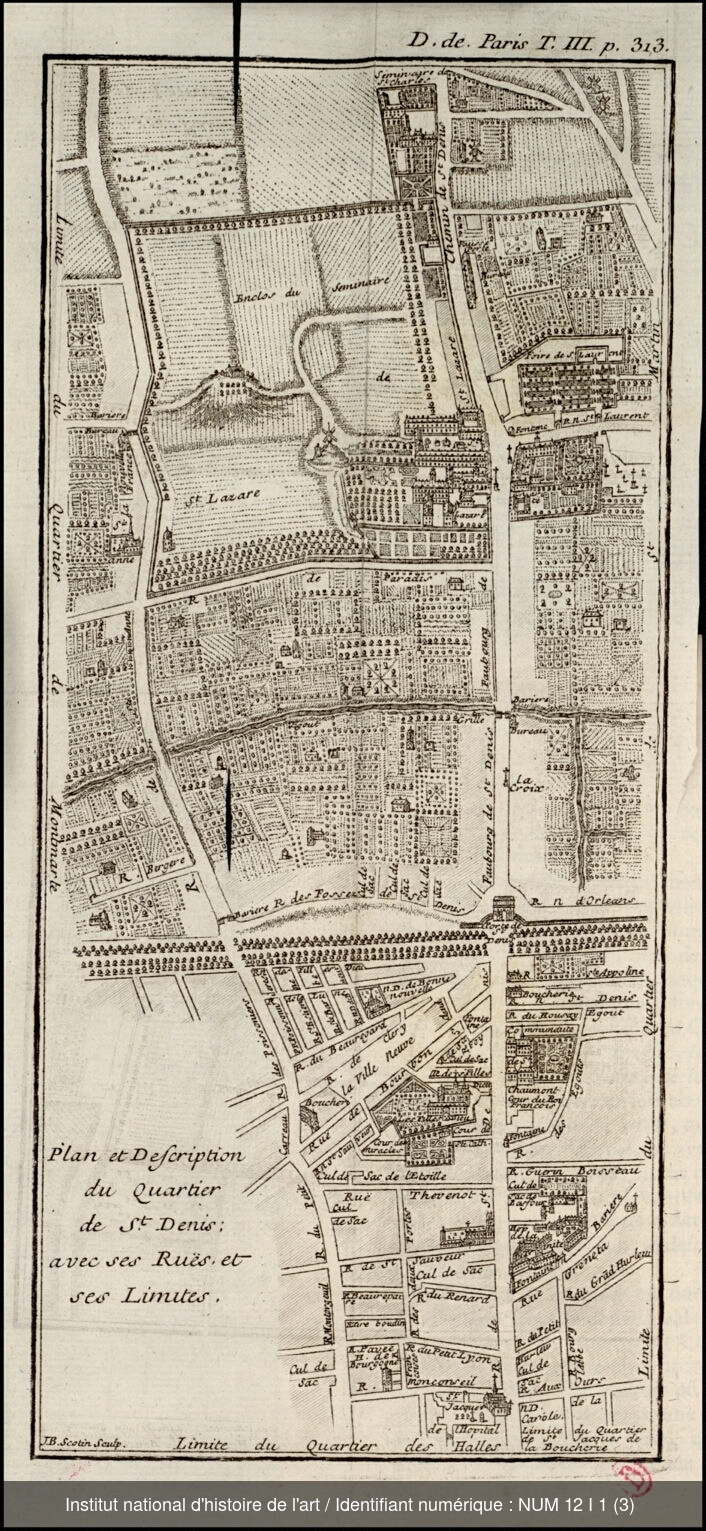
Plan du quartier de Saint-Denis en 1702.

### Limites du quartier
Entouré par les quartiers de Montmartre, de Saint-Eustache, des Halles, de Saint-Jacques-de-la-Boucherie et de Saint-Martin, le quartier de Montmartre est délimité à l'est par la rue Saint-Martin et la rue du Faubourg-Saint-Martin, au nord par le Faubourg de Saint-Denis et le Faubourg Saint-Lazare, à l'ouest par la rue Sainte-Anne, la rue des Poissonnières et la rue Montorgueil et au sud par la rue aux Ours et la rue Mauconseil,,.

### Contenu
Jean de la Caille indique que le quartier de Montmartre compte en 1702 :
- 1 barrière des huissiers et des sergents à verge, située rue Greneta
- 6 boucheries
  - Boucherie de la porte Saint-Denis contenant 6 étaux
  - Boucherie de l'hôpital de la Trinité contenant 2 étaux
  - Boucherie de la Ville-Neuve-en-Gravois contenant 1 étal
  - Boucherie du Faubourg Saint-Denis contenant 1 étal
  - Boucherie de la rue du Bourg-l'Abbé contenant 2 étaux
  - Boucherie de la rue aux Ours contenant 2 étaux
- 2 bureaux et laissez passer
  - Le bureau de Saint-Denis, qui est pour recevoir les droits des entrées du vin, bétail à pied fourchu (porcs, moutons, bovins), domaine, barrage, le Poids le Roi situé à la fausse porte Saint-Denis, au dessus de Messieurs de Saint-Lazare, paroisse Saint-Laurent
  - Le laissez-passer de Saint-Denis, pour y faire la fonction, comme ci-dessus, de ce qui a passé par le Bureau de Saint-Denis, situé Faubourg Saint-Denis, à la grille de fer, près de l'égout, paroisse Saint-Laurent
  - Le bureau de Sainte-Anne, qui est pour recevoir les droits des entrées du vin, bétail à pied fourchu (porcs, moutons, bovins), domaine, barrage, le Poids le Roi, situé en la Nouvelle France, en la rue Sainte-Anne et près l'église Sainte-Anne, paroisse Saint-Laurent
  - Le laissez-passer de Sainte-Anne, pour y faire la fonction, comme ci-dessus, de ce qui a passé par le Bureau de Sainte-Anne, situé au bout de la rue Montorgueil, au commencement de la rue Sainte-Anne, près le Cours de la Ville[Note 1]

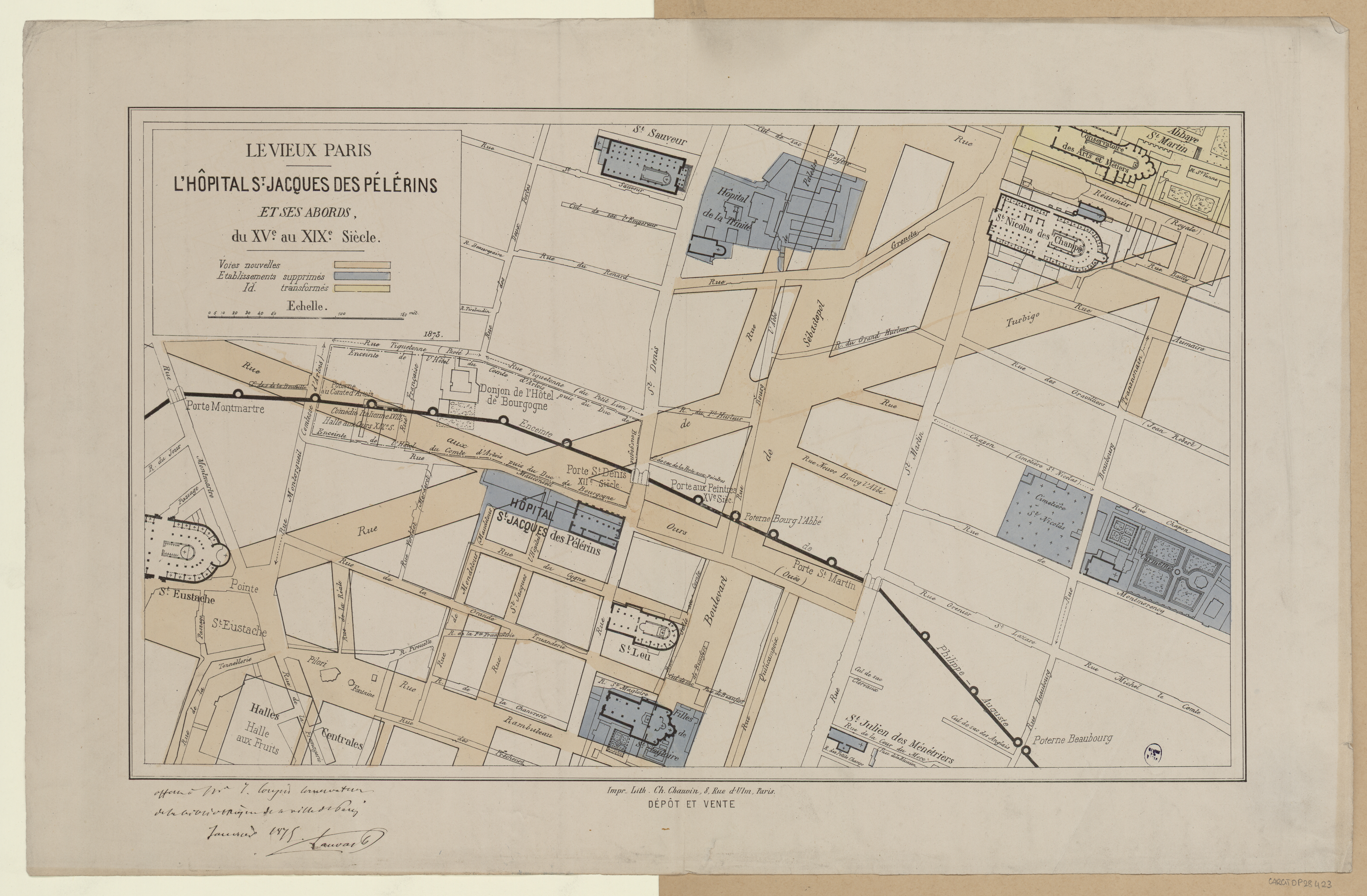
L'église Saint-Jacques-de-l'Hôpital

- La chapelle Sainte-Anne à la Nouvelle France, aide à la paroisse Saint-Laurent
- Le chapitre de Saint-Jacques-de-l'Hôpital, où se font toutes les fonctions curiales, pour les habitants du cloitre, dans lequel est le barreau des Anciens Pèlerins de Saint-Jacques de Galice en Espagne et des chanoines de cette église.
- Le cloitre de Saint-Jacques-de-l'Hôpital[6], qui a plusieurs entrées. La principale rue  Mauconseil, un seconde dans la même rue, une en la rue Mondétour et une dernière en l'église Saint-Jacques de l'Hôpital par la rue Saint-Denis
- 1 communauté et maison de religieux
  - Congrégation de Saint-Lazare[7]

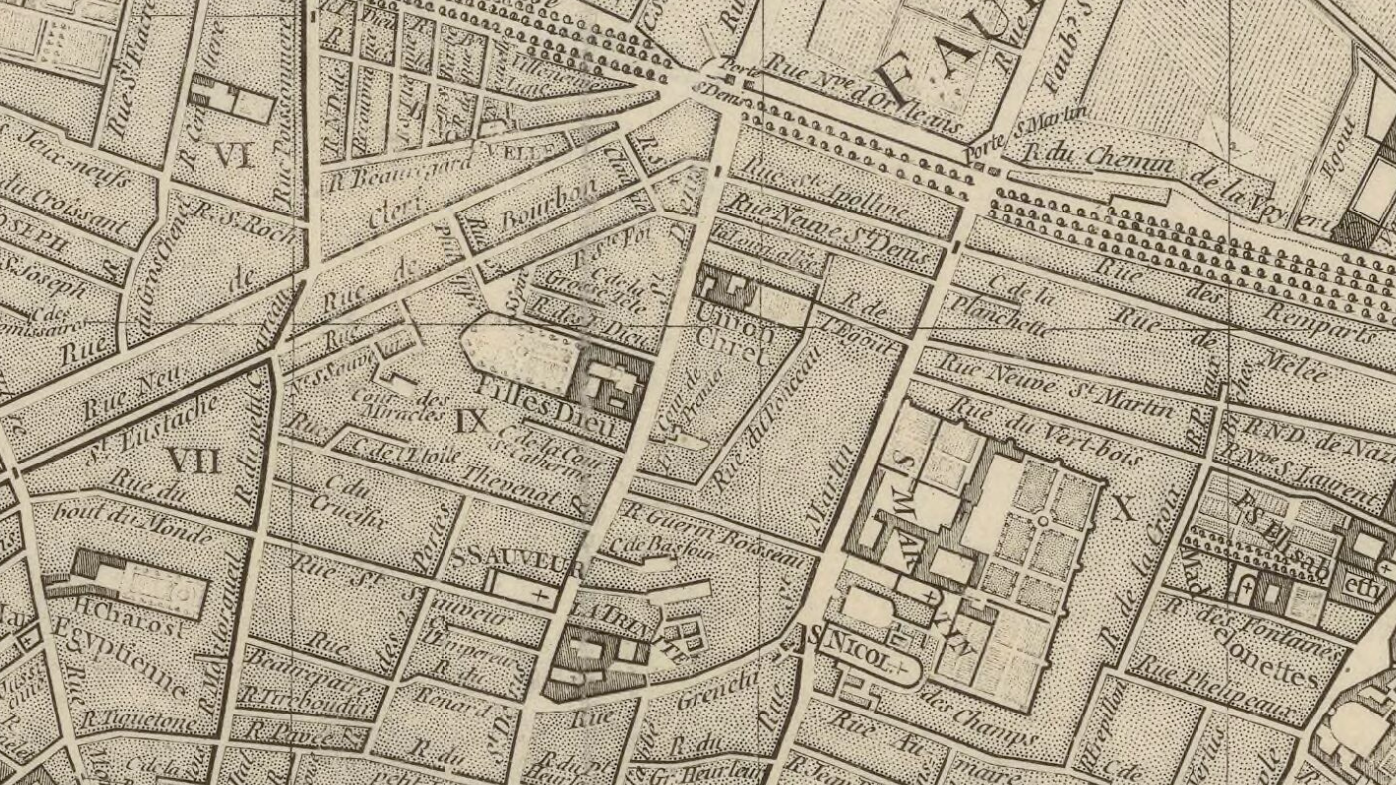
Emplacement des communautés, églises, couvents autour de la rue Saint-Denis

- 2 communautés et maisons de religieuses des Filles
  - Communauté de l'Union Chrétienne, située rue Saint-Denis, près de la porte Saint-Denis
  - Communauté de l'Union Chrétienne, située à la Ville-Neuve-en-Gravois
- 3 communautés de Filles, appelée sous le titre de Filles de la Charité, servantes aux pauvres malades, aux prisonniers et pour l'instruction des jeunes filles
  - Celle du Faubourg Saint-Lazare, au coin de la rue Neuve-de-Saint-Laurent, qui est la première et principale maison de cet établissement, d'où on tire toutes les Sœurs pour les envoyer dans les paroisses et hôpitaux de cette ville, et par toutes les villes du royaume de France. Messieurs de Saint-Lazare sont leurs supérieurs. Il y a dans cette maison une chapelle, une infirmerie où une des sœurs a le soin  de panser et de soigner les pauvres malades. Une école pour les pauvres filles. Les sœurs de cette maison servent les malades de la paroisse Saint-Laurent.
  - Celle de la paroisse de Notre-Dame-de-Bonne-Nouvelle, ou il y a école, rue de la Lune
  - Celle de la paroisse Saint-Sauveur, ou il y a école rue des Deux-Portes
- Le couvent des Filles-Dieu, rue Saint-Denis, près de la porte Saint-Denis
- 5 corps de garde de soldats du régiment des Gardes françaises, postés pour la sureté du public, composé d'un sergent et de dix soldats
  - Un corps de garde situé au bout du faubourg Saint-Denis, vers le village de La Villette, qui n'est composé que d'un caporal et de cinq soldats
  - Un corps de garde situé à la fausse porte et grille du faubourg Saint-Denis
  - Un corps de garde situé près du séminaire Saint-Lazare
  - Un corps de garde situé à la porte Saint-Denis, à l'entrée dudit faubourg
  - Un corps de garde situé à la Ville-Neuve-en-Gravois, vers la place et le carrefour de la Ville-Neuve
- La cour du Roi-François, rue Saint-Denis près du coin de la rue des Égouts[8]
- Les Cours, plantés d'arbres, servant de promenades pour le public, qui commence pour ce quartier à la porte Saint-Martin et se termine à la rue Sainte-Anne à la Nouvelle-France
- Les croix, que l'on voit depuis la Communauté des Filles de Saint Chaumont jusqu'à Saint-Denis, sont remarquables, ayant été bâties par les ordres de Philippe III, roi de France pour illustrer la Pompe Funèbre de Saint-Louis, son père, appelées les 7 Montjoies
- 2 cures amovibles
  - la cure de Saint-Jacques-de-l'Hôpital
  - la cure de la Trinité, où se font toutes les fonctions curiales, rue Greneta

- 2 Égouts

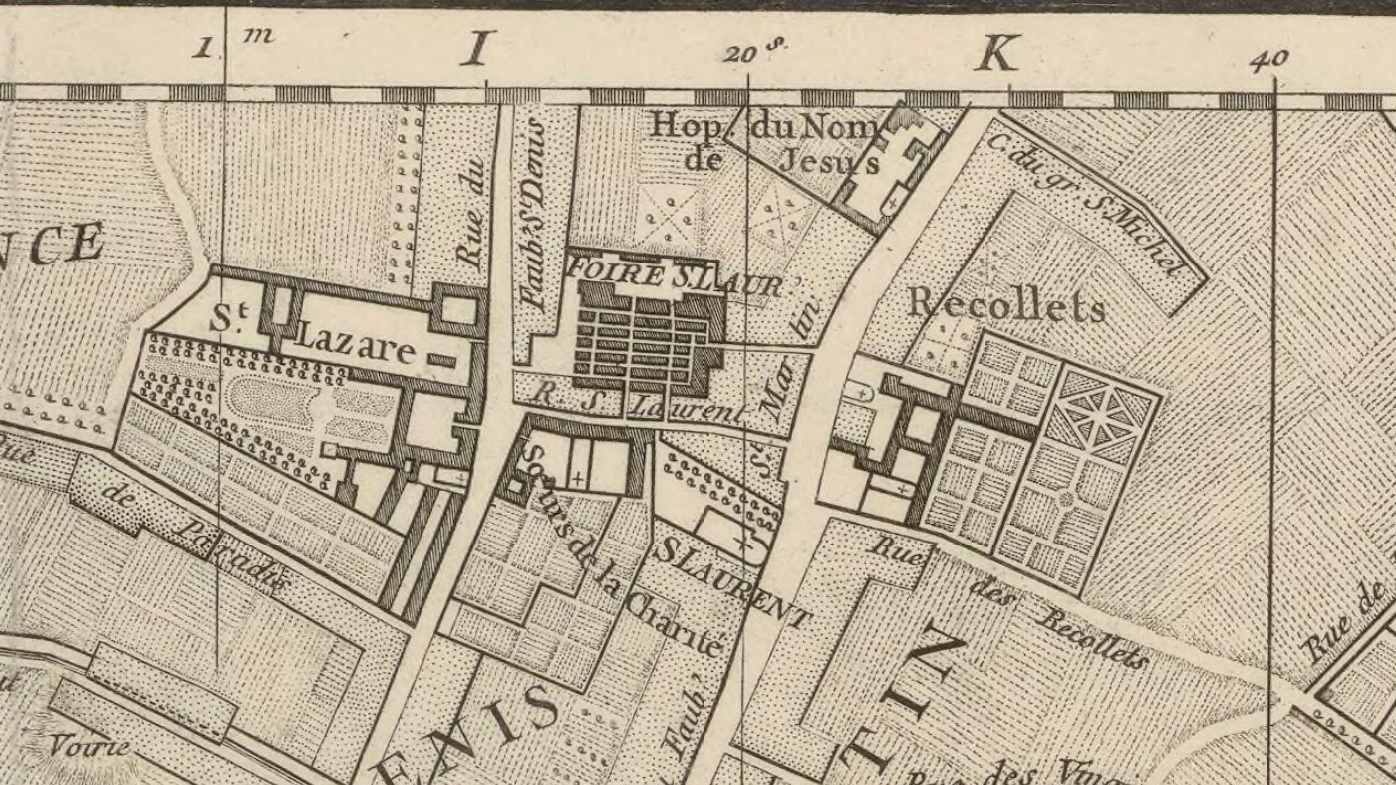
Emplacement de la foire Saint-Laurent

  - Le Grand Égout, qui commence à la rue du faubourg-Saint-Martin et finit pour ce quartier à la Nouvelle-France, traversant le faubourg Saint-Denis
  - L'égout qui commence rue des Égouts, traversant les rues des Deux-Portes, Neuve-Saint-Denis et Neuve-d'Orléans, et va se décharger dans le Grand Égout, entre les  faubourgs Saint-Denis et de Saint-Martin
  - Il y a plusieurs autres égouts dans le faubourg-Saint-Denis qui se rendent tous dans le Grand Égout.
- La foire franche de Saint-Laurent, située entre les faubourgs Saint-Lazare et Saint-Laurent, dont l'ouverture se fait tous les ans, le 25 juillet, par Monsieur le Lieutenant général de police, qui après avoir fait l'ouverture de cette foire, va tenir son audience de police en la Maison de Messieurs de Saint-Lazare, assisté de tous les Officiers du Châtelet de Paris, que l'on appelle Police de Saint-Laurent
- 4 fontaines publiques[9]
  - La fontaine de Saint-Lazare, située au faubourg Saint-Lazare, au coin de la rue Neuve-Saint-Laurent, adossée contre les murs de la foire Saint-Laurent
  - La fontaine de la Porte-Saint-Denis, située rue Saint-Denis
  - La fontaine du Ponceau, au coin de la rue des Égouts, rue Saint-Denis
  - La fontaine de la Reine, au coin de la rue Greneta, rue Saint-Denis
- 2 hôpitaux
  - Hôpital de la Trinité, situé rue Greneta, lieu privilégié pour toutes sortes d'artisans qui y gagnent le droit de maitrise après avoir appris aux étudiants de cet hôpital leur métier
  - Hôpital de Saint-Jacques-de-l'Hôpital
- 2 hôtels particuliers
  - L'hôtel de Bourgogne, rue Mauconseil, qui a servi de théâtre pour y reprendre la Comédie
  - L'hôtel de Saint-Chaumont
- 304 lanternes publiques
- 1 619 maisons, sans y comprendre les églises, couvents, communautés et échoppes
- 2 marchés ou halles
  - Un près de la porte Saint-Denis
  - Un au coin de la rue Greneta
- Notre-Dame-de-la-Carriolle, au coin de la rue aux Ours vis à vis de la rue Bourg-l'Abbé
- La Nouvelle France, est une habitation de quantité de maraichers et jardiniers qui sont de la paroisse de Saint-Laurent
- 3 paroisses et aides
  - Paroisse Saint-Sauveur, rue Saint-Denis
  - Paroisse de Notre-Dame-de-Bonne-Nouvelle, à la Ville-Neuve-en-Gravois
  - Chapelle Sainte-Anne, aide de Saint-Laurent, à la Nouvelle France